# Sant Miquel de Vallmanya (Pinós)
Sant Miquel de Vallmanya és una església romànica al municipi de Pinós, a la comarca del Solsonès inclosa a l'Inventari del Patrimoni Arquitectònic de Catalunya.

## Situació
Està aïllada enfront de l'església de Sant Pere del petit nucli de Vallmanya, a l'altra banda del barranc. S'hi pot anar per la pista que surt de la part més alta, al nord, del poble(41° 49′ 53″ N, 1° 35′ 14″ E / 41.831426°N,1.587326°E) enfront de l'església i d'un camp d'esports. Es pren la direcció ben senyalitzada a Matamargó. La pista envolta el barranc i als 550 metres s'agafa el trencall a la dreta que aviat arriba a Sant Miquel.

## Descripció

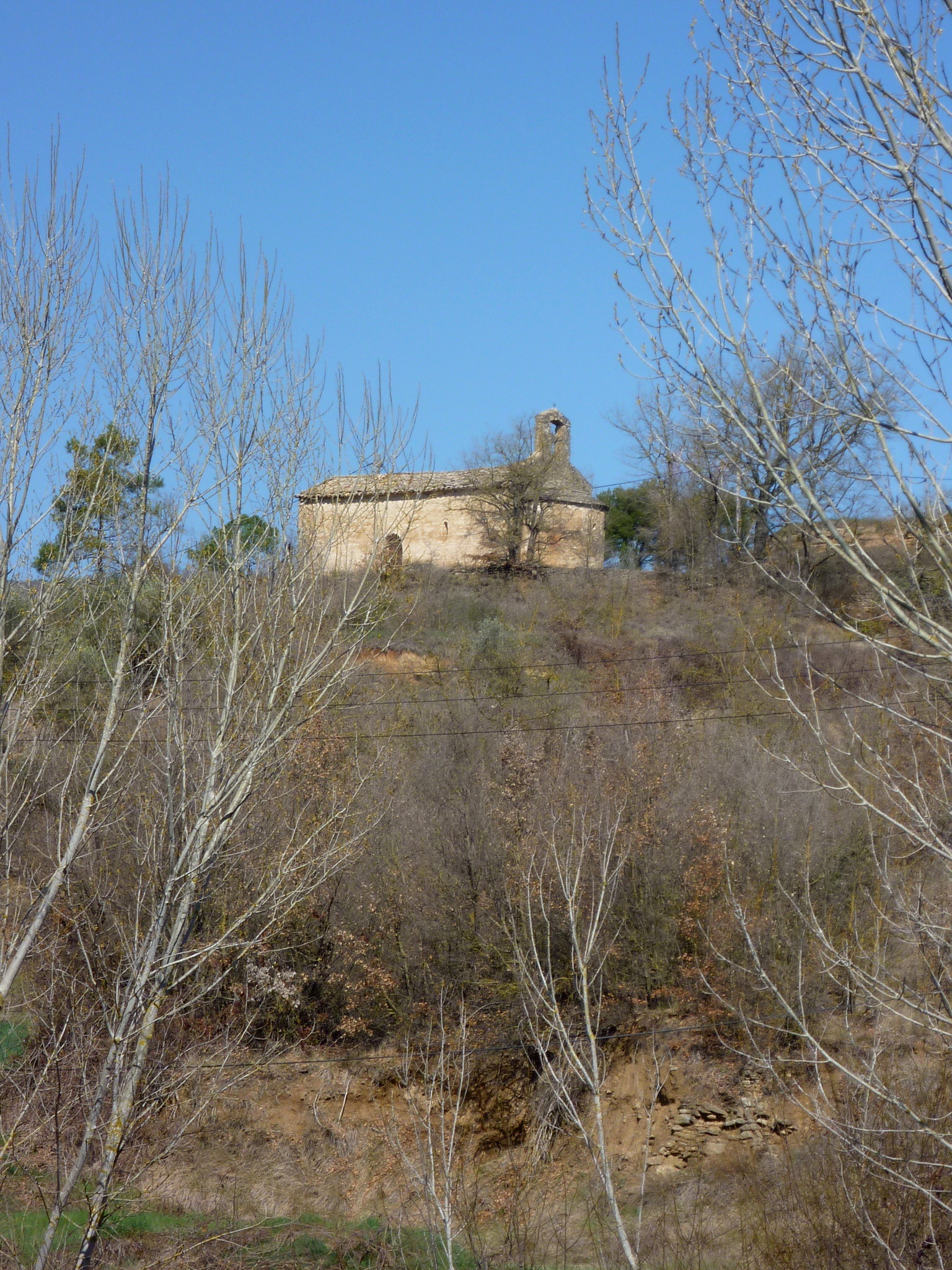
La capella des de Cal Prat

És un edifici d'una sola nau capçada per un absis semicircular al costat de llevant i coberta amb una volta de canó. L'absis presenta un fris decoració d'arcs cecs disposats en sèries de dos entre lesenes, amb la particularitat que aquestes arrenquen d'un sòcol disposat a mitjana alçada. Al centre hi ha una finestra de doble esqueixada. Al costat de migdia s'obre la porta original romànica adovellada i en aquest mateix mur hi ha una finestra de doble esqueixada. El campanar d'espadanya d'una sola obertura s'alça sobre l'arc presbiteral, entre la nau i l'absis.

## Història
L'església de Sant Miquel de Vallmanya o de Cal Prat és avui una capella particular de la casa de Cal Prat. Malgrat que semblen desconegudes notícies concretes, el lloc, el terme i el castell de Vallmanya són documentats des del segle xi. Cal pensar que l'església de Sant Miquel deuria ser una sufragània de la parròquia de Sant Pere de Vallmanya